# Honor (empresa de tecnología)

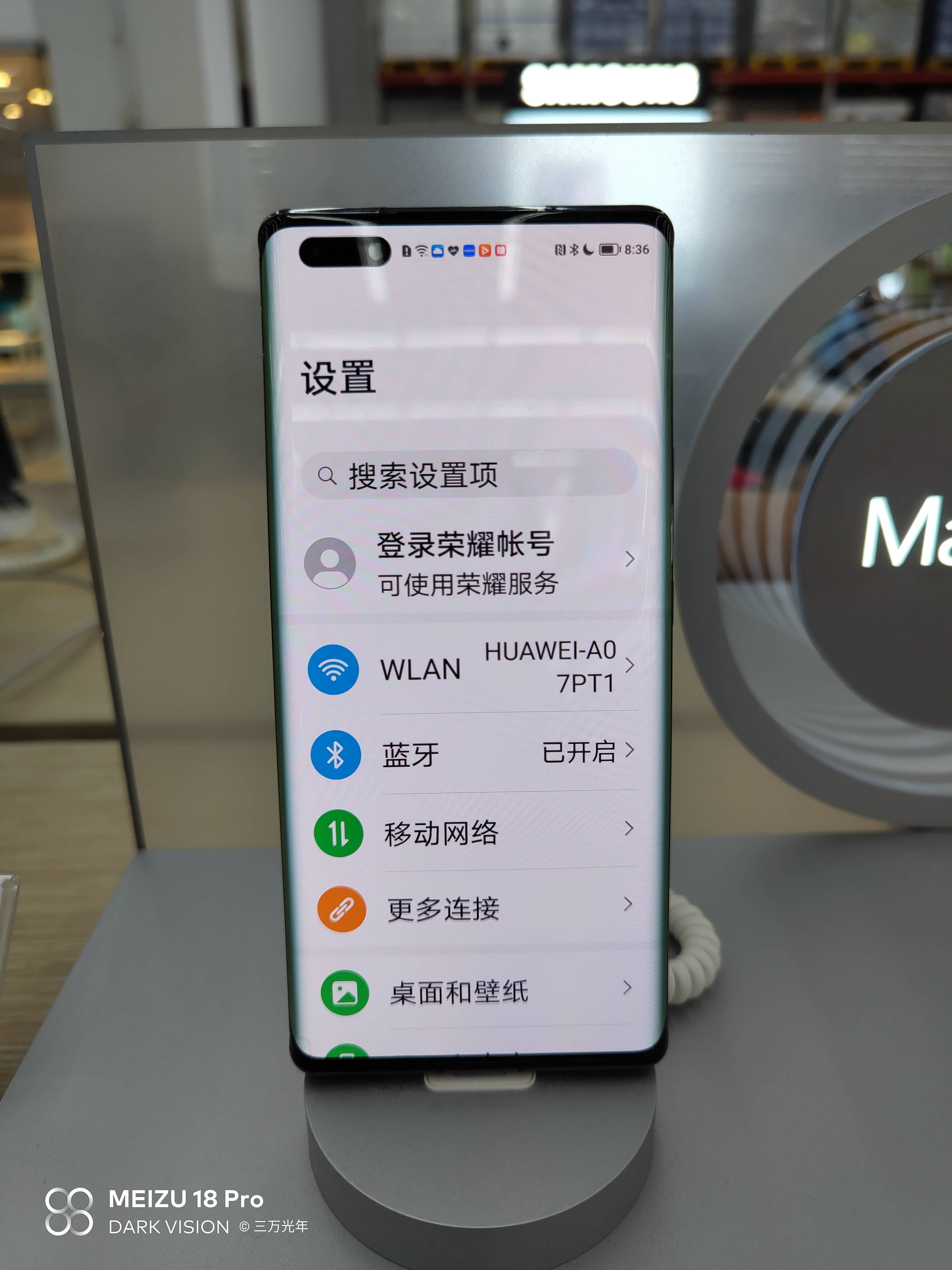
HONOR Magic 3 Pro con Magic UI 5.0

Honor Device Co., Ltd. (en chino: 荣耀) estilizado como HONOR, es una empresa tecnológica china con sede en Shenzhen, Provincia de Guandong. Honor es una empresa de electrónica de consumo conocida principalmente por sus dispositivos inteligentes como teléfonos inteligentes, tabletas y tecnología vestible, así como para domótica (casa inteligente). Honor fue establecida en 2013 como marca propiedad de Huawei hasta su independencia cuando Huawei decidió venderla en noviembre de 2020 al grupo Shenzhen Zhixin New Information Technology Co., Ltd. formado por varias empresas e instituciones.

## Historia
Honor nació en diciembre de 2013 como una marca dependiente de Huawei enfocada a los jóvenes. Desde su inicio su enfoque fue la gama de entrada y la gama media estableciéndose así en ese segmento no tan atendido por Huawei .

Logotipo de Honor entre 2013 y 2018.

En noviembre de 2020, HONOR se volvió una empresa independiente. Huawei lo hizo como estrategia para excluirla de los vetos y restricciones del gobierno de Estados Unidos.
Honor fue concebida como submarca del Grupo Huawei a finales de 2011 y establecida en 2013. La compañía comenzó su expansión internacional en 2014. En abril de 2014, lanzó el Honor 3C en Malasia, y entró en el mercado europeo en octubre de 2014, con un anuncio en Berlín. Su primer teléfono insignia para Europa fue el Honor 6. Se vendieron 20 millones de teléfonos Honor en los primeros seis meses de 2015, la misma cantidad que en todo 2014. Para junio de 2015, la marca se había expandido a 74 países, incluidas las naciones europeas, India y Japón.
Su segundo teléfono insignia, el Honor 7, se lanzó en 2015. En octubre de 2015, Honor anunció su objetivo de duplicar las ventas y las ganancias y anunció planes para centrarse en la India.
La tienda en línea Vmall de Honor, que antes estaba disponible en China, se lanzó en Europa y el Reino Unido en 2015, permitiendo compras directas al fabricante. A fines de 2015, Honor confirmó los planes para expandir la serie de teléfonos inteligentes y la tecnología vestible en los Estados Unidos.
La marca debutó en los Estados Unidos en enero de 2016 en el Consumer Electronics Show con el Huawei Honor 5X . Inicialmente, el teléfono estaba disponible sólo para compras en línea, pero luego estaba disponible en tiendas físicas. En agosto de 2016, Recode informó  de que Honor había vendido 60 millones de productos Honor, generando más de 8.400 millones de dólares de ingresos. El tercer teléfono insignia de la marca, el Honor 8, también se lanzó en 2016.
En diciembre de 2016, Honor presentó el Honor Magic, que se lanzó en la víspera del tercer aniversario de la marca e incluye un software de inteligencia artificial diseñado para proporcionar "funciones interactivas inteligentes" basadas en los datos del usuario. En enero de 2017, en el Consumer Electronics Show, Honor anunció que el Honor 6X, que anteriormente estaba disponible en China, se expandiría a 13 mercados adicionales, incluido Estados Unidos. El teléfono obtuvo los premios "best of CES 2017" de varias publicaciones de tecnología, como Android Authority, Digital Trends, Slash Gear, y Talk Android. El buque insignia Honor 8 Pro, conocido como Honor V9 en China, lanzó en abril de 2017. El cuarto teléfono insignia de Honor, el Honor 9, se lanzó en junio de 2017, y se enviaron un millón de unidades durante el primer mes. En 2018, los desarrolladores de XDA presentaron un gráfico de información en el que afirmaban que el producto de Honor 'Honor 10' tiene la mejor tasa de carga de batería a través del súper cargador de Huawei. El 5 de septiembre, Honor 8X y Honor 8X Max se lanzaron en la antigua ciudad china de Xi'an.[cita requerida]
George Zhao se desempeña como presidente global de la marca Honor y Eva Wimmers es la presidenta de la marca en Europa.

## Modelo de negocio
A partir de 2016, Honor vende productos principalmente en línea a través de sus propios sitios, así como a través de minoristas en línea. Algunos productos de Honor están disponibles para comprar en tiendas físicas en algunos mercados. Honor puede ofrecer teléfonos inteligentes a precios más bajos porque la empresa ahorra dinero al operar en línea. Inicialmente, la compañía solo vendía sus teléfonos inteligentes en línea, directamente de la compañía. La marca ofrece la modalidad "oferta del día" en algunos mercados, pero no en otros. Honor ha ofrecido descuentos por unirse al "Honor Club".

## Controversias
Tras la desvinculación de Honor de su empresa matriz Huawei y su posterior venta a Shenzhen Zhixin New Information Technology Co., algunos legisladores del Partido Republicano de Estados Unidos declararon que, desde su punto de vista, este movimiento era una estrategia de Huawei para eximir a Honor de los bloqueos impuestos a la primera en mayo de 2019; incluso declararon que la empresa Shenzhen Zhixin New Information estaba siendo manejada por personal de Huawei, por lo que era indispensable tomar las mismas medidas de bloqueos comerciales de empresas estadounidenses contra Honor.
A mediados de septiembre de 2021 trascendió a los medios de comunicación estadounidenses que las agencias de comercio, tesoro, energía y militar del país no lograron ponerse de acuerdo en si aplicar a Honor las mismas medidas que a Huawei, por lo que dicha responsabilidad fue asignada a la presidencia, por lo cual el entonces presidente de Estados Unidos, Joe Biden sería quien tomase la decisión final; a la fecha de redacción de este texto aún se espera una resolución.